# 雅克·劳里斯顿
雅克·亚历山大·伯纳德·劳，劳里斯顿侯爵（法語：Jacques Alexandre Bernard Law, marquis de Lauriston） (1768年2月1日—1828年6月12日) 法国苏格兰血统的军官和外交官，拿破仑战争期间的陆军将官。他出生在印度的本地治里，他的父亲是金融家约翰·劳的一个侄子，在殖民地政府中担任高级职位，他的母亲是葡萄牙商人卡瓦尔霍家族（Carvallho）成员。劳里斯顿的名字镌刻在凯旋门。

## 早期生涯
劳里斯顿约1786年担任炮兵军官，法国革命运动早期在总参谋部任职，在1795年成为炮兵准将，1796年辞职。1800年担任拿破仑实习副官（aide-de-camp）。在第一帝国时期，劳里斯顿先后主持拉费勒（La Fère）炮兵学校和担任丹麦特使，1802年被选为将亚眠和约转达英格兰国会的代表。
1805年劳里斯顿已上升到師长（general of division），他参加了对奥地利的战争。1806年他占领了威尼斯和拉古萨共和国，1807年被任命为威尼斯总督。他参加了1808年的爱尔福特谈判，被封为伯爵。在西班牙半岛战争(1808 - 1809)与皇帝一起指挥军队并赢得潘普洛纳战役。他在总督欧仁·德·博阿爾内（Eugène de Beauharnais）指挥下参加意大利战场的拉布之战，随后推进到维也纳。

## 名声和高超指挥
1809年7月6日，在瓦格拉姆战役中，拿破仑命令劳里斯顿负责攻击奥地利的左翼。此役奥军损失3.2万人，法军损失2.7万人。奥军败退撤离战场。
1811年，劳里斯顿被任命为驻俄罗斯大使，1812年他负责指挥大兵团（Grande Armée）以他的坚定意志成功从莫斯科撤退。秋季战役中的吕岑和包岑战役中他指挥第五军，1813年10月莱比锡战役后在撤退时被敌军俘虏。
他作为一个战俘，直到第一帝国被推翻。随后他加入路易十八的阵营，“百日”期间又效忠于拿破仑。波旁王朝再次复辟后，获得贵族院贵族席位，并指挥皇家卫队。1817年被授予侯爵爵位，1823年获授法国元帅。1828年6月11日他在巴黎死于中风。劳里斯顿LAURISTON 的名字被镌刻在凯旋门第13列。